# Гаче, Аурела
Аурела Гаче (алб. Aurela Gaçe; 16 октября 1974, Влёра) — албанская певица. Три раза становилась победительницей албанского конкурса Festivali i Këngës в 1999, 2001 и 2010 годах. В настоящее время живёт в Нью-Йорке, США.
Аурела представила Албанию на конкурсе песни Евровидение 2011 в Дюссельдорфе с песней «Feel the Passion». По итогам голосования европейских телезрителей певице не удалось пройти в финал конкурса.

## Награды
Balkan Music Awards
| Год  | Номинируемая работа | Категория               | Результат |
| ---- | ------------------- | ----------------------- | --------- |
| 2011 | «Origjinale»        | Лучшая албанская песня  | Победа    |
| 2011 | «Origjinale»        | Лучшая балканская песня | Победа    |

Festivali i Këngës
| Год  | Номинируемая работа                | Категория          | Результат    |
| ---- | ---------------------------------- | ------------------ | ------------ |
| 1997 | «E kemi fatin shpresë dhe marrëzi» | Главный конкурс    | Второе место |
| 1999 | «S´jam tribu»                      | Главный конкурс    | Победа       |
| 1999 | «S´jam tribu»                      | Лучший исполнитель | Победа       |
| 2001 | «Jetoj»                            | Главный конкурс    | Победа       |
| 2010 | «Kënga Ime»                        | Главный конкурс    | Победа       |

Kënga Magjike
| Год  | Номинируемая работа             | Категория          | Результат |
| ---- | ------------------------------- | ------------------ | --------- |
| 2007 | «Hape veten»                    | Главный конкурс    | Победа    |
| 2007 | «Hape veten»                    | Лучший исполнитель | Победа    |
| 2014 | «Pa kontroll(feat.Young Zerka)» | Главный конкурс    | Победа    |
| 2014 | «Pa kontroll(feat.Young Zerka)» | Лучший хит         | Победа    |
| 2015 | «Akoma jo»                      | Главный конкурс    | Победа    |
| 2015 | «Akoma jo»                      | Лучший исполнитель | Победа    |

Kult Awards
| Год  | Номинируемая работа | Категория  | Результат |
| ---- | ------------------- | ---------- | --------- |
| 2016 | «Akoma jo»          | Песня Года | Победа    |

Euro Fest
| Год  | Номинируемая работа | Категория          | Результат |
| ---- | ------------------- | ------------------ | --------- |
| 1998 | «Addicted to Love»  | Лучший исполнитель | Победа    |

Netet e Klipt Shqipetar
| Год  | Номинируемая работа     | Категория                    | Результат |
| ---- | ----------------------- | ---------------------------- | --------- |
| 2012 | «Tranzit»               | Главный конкурс/Лучшее Видео | Победа    |
| 2013 | «Shpirt i Shpirtit Tim» | Лучшая съёмка                | Победа    |
| 2013 | «Shpirt i Shpirtit Tim» | Лучший исполнитель           | Победа    |

Videofest Awards
| Год  | Номинируемая работа | Категория      | Результат |
| ---- | ------------------- | -------------- | --------- |
| 2011 | «Оrigjinale»        | Приз Интернета | Победа    |

Zhurma Show Awards
| Год  | Номинируемая работа | Категория    | Результат |
| ---- | ------------------- | ------------ | --------- |
| 2010 | «Origjinale»        | Лучшая песня | Победа    |

## Дискография

### Альбомы
- 1998: Oh Nënë
- 1998: The Best
- 2001: Tundu Bejke
- 2001: Superxhiro
- 2008: Mu Thanë Sytë
- 2012: Paraprakisht

### Музыкальные синглы
- 1993: «Pegaso»
- 1994: «Nuk mjafton»
- 1995: «Nata»
- 1996: «Me jetën dashuruar»
- 1997: «Pranvera e vonuar»
- 1997: «Fati ynë shpresë dhe marrëzi»
- 1998: «E pafajshme jam»
- 1999: «S’jam tribu»
- 2000: «Cimica»
- 2001: «Jetoj»
- 2007: «Hape veten»
- 2008: «Bosh»
- 2009: «Mu thanë sytë»
- 2009: «Jehonë» (feat. West Side Family)
- 2010: «Origjinale» (feat. Dr. Flori & Marsel)
- 2010: «Kënga ime»
- 2011: «Feel the Passion»
- 2011: «CA$H» (feat. Mc Kresha)
- 2012: «Tranzit»
- 2012: «Boom Boom Boom»
- 2012: «Ja ke nge»
- 2013: «Shpirt i shpirtit tim»
- 2013: «Dua»
- 2014: «Merrem sonte»
- 2014: «Pa kontroll» (feat. Young Zerka)
- 2015: «Akoma jo»
- 2016: «Nënë e imja nënë»
- 2017: «Qaj maro»
- 2017: «Fustani»
- 2017: «Cu mbush mali»
- 2017: «Do marr ciften»